# 大山 (太平)
大山是中国广东省广州市从化区的一个自然村。在太平镇东南面约13.6千米，属秋枫村管辖。清朝时建村，因在山的中间而得名。1998年时，全村人口61人。